# Тернюэ-Меле-э-Сент-Илер
Тернюэ́-Меле́-э-Сент-Иле́р (фр. Ternuay-Melay-et-Saint-Hilaire) — коммуна во Франции, находится в регионе Франш-Конте. Департамент — Верхняя Сона. Входит в состав кантона Мелизе. Округ коммуны — Люр.
Код INSEE коммуны — 70498.

## География
Коммуна расположена приблизительно в 340 км к востоку от Парижа, в 80 км северо-восточнее Безансона, в 40 км к северо-востоку от Везуля.
По территории коммуны протекает река Оньон. Более 2/3 территории коммуны покрыто лесами, есть много озёр.

## Население
Население коммуны на 2010 год составляло 519 человек.
| 1962 | 1968 | 1975 | 1982 | 1990 | 1999 | 2010 |
| ---- | ---- | ---- | ---- | ---- | ---- | ---- |
| 586  | 616  | 561  | 535  | 502  | 500  | 519  |

## Экономика
В 2010 году среди 322 человек трудоспособного возраста (15—64 лет) 232 были экономически активными, 90 — неактивными (показатель активности — 72,0 %, в 1999 году было 67,8 %). Из 232 активных жителей работали 214 человек (121 мужчина и 93 женщины), безработных было 18 (10 мужчин и 8 женщин). Среди 90 неактивных 24 человека были учениками или студентами, 39 — пенсионерами, 27 были неактивными по другим причинам.

## Фотогалерея
- Тернюэ-Меле-э-Сент-Илер
- Церковь Сен-Вальбер
- Мэрия